# Brett Hull
Brett Andrew Hull (* 9. srpna 1964, Belleville, Kanada) je bývalý kanadský  hokejista, syn legendy NHL Bobbyho Hulla. Brett Hull ukončil svoji aktivní kariéru 8. října 2005, během své kariéry vstřelil v NHL 741 gólů, což ho řadí na páté místo ve statistikách (k roku 2022). Byl draftován v roce 1984 v šestém kole klubem Calgary Flames. Později hrával i za kluby St. Louis Blues, Dallas Stars, Detroit Red Wings a Phoenix Coyotes. U příležitosti 100. výročí NHL byl v lednu 2017 vybrán jako jeden ze sta nejlepších hráčů historie ligy.

## Úspěchy a ocenění
- Lady Byng Memorial Trophy – 1990
- Hart Memorial Trophy – 1991
- Lester B. Pearson Award – 1991
- Účast v All-Star zápasech – 1989, 1990, 1992, 1993, 1994, 1996, 1997 a 2001
- Nejlepší střelec NHL v letech 1990, 1991 a 1992
- Stanley Cup – 1998–1999 (v dresu Dallas Stars) a 2001–2002 (v dresu Detroitu Red Wings)

## Klubové statistiky
| Sezona       | Klub                  | Soutěž       | Základní část                   | Základní část                   | Základní část                   | Základní část                   | Základní část                   | Play off                        | Play off                        | Play off                        | Play off                        | Play off                        |                                 |
| Sezona       | Klub                  | Soutěž       | Z                               | G                               | A                               | B                               | TM                              | Z                               | G                               | A                               | B                               | TM                              |                                 |
| ------------ | --------------------- | ------------ | ------------------------------- | ------------------------------- | ------------------------------- | ------------------------------- | ------------------------------- | ------------------------------- | ------------------------------- | ------------------------------- | ------------------------------- | ------------------------------- | ------------------------------- |
| 1982–83      | Penticton Knights     | BCJHL        | 50                              | 48                              | 56                              | 104                             | 27                              | —                               | —                               | —                               | —                               | —                               |                                 |
| 1983–84      | Penticton Knights     | BCJHL        | 56                              | 105                             | 83                              | 188                             | 20                              | —                               | —                               | —                               | —                               | —                               |                                 |
| 1984–85      | Minnesota-Duluth      | WCHA         | 48                              | 32                              | 28                              | 60                              | 12                              | —                               | —                               | —                               | —                               | —                               |                                 |
| 1985–86      | Minnesota-Duluth      | WCHA         | 42                              | 52                              | 32                              | 84                              | 46                              | —                               | —                               | —                               | —                               | —                               |                                 |
| 1985–86      | Calgary Flames        | NHL          | —                               | —                               | —                               | —                               | —                               | 2                               | 0                               | 0                               | 0                               | 0                               |                                 |
| 1986–87      | Moncton Golden Flames | AHL          | 67                              | 50                              | 42                              | 92                              | 16                              | 3                               | 2                               | 2                               | 4                               | 2                               |                                 |
| 1986–87      | Calgary Flames        | NHL          | 5                               | 1                               | 0                               | 1                               | 0                               | 4                               | 2                               | 1                               | 3                               | 0                               |                                 |
| 1987–88      | Calgary Flames        | NHL          | 52                              | 26                              | 24                              | 50                              | 12                              | —                               | —                               | —                               | —                               | —                               |                                 |
| 1987–88      | St. Louis Blues       | NHL          | 13                              | 6                               | 8                               | 14                              | 4                               | 10                              | 7                               | 2                               | 9                               | 4                               |                                 |
| 1988–89      | St. Louis Blues       | NHL          | 78                              | 41                              | 43                              | 84                              | 33                              | 10                              | 5                               | 5                               | 10                              | 6                               |                                 |
| 1989–90      | St. Louis Blues       | NHL          | 80                              | 72                              | 41                              | 113                             | 24                              | 12                              | 13                              | 8                               | 21                              | 17                              |                                 |
| 1990–91      | St. Louis Blues       | NHL          | 78                              | 86                              | 45                              | 131                             | 22                              | 13                              | 11                              | 8                               | 19                              | 4                               |                                 |
| 1991–92      | St. Louis Blues       | NHL          | 73                              | 70                              | 39                              | 109                             | 48                              | 6                               | 4                               | 4                               | 8                               | 4                               |                                 |
| 1992–93      | St. Louis Blues       | NHL          | 80                              | 54                              | 47                              | 101                             | 41                              | 11                              | 8                               | 5                               | 13                              | 2                               |                                 |
| 1993–94      | St. Louis Blues       | NHL          | 81                              | 57                              | 40                              | 97                              | 38                              | 4                               | 2                               | 1                               | 3                               | 0                               |                                 |
| 1994–95      | St. Louis Blues       | NHL          | 48                              | 29                              | 21                              | 50                              | 10                              | 7                               | 6                               | 2                               | 8                               | 0                               |                                 |
| 1995–96      | St. Louis Blues       | NHL          | 70                              | 43                              | 40                              | 83                              | 30                              | 13                              | 6                               | 5                               | 11                              | 10                              |                                 |
| 1996–97      | St. Louis Blues       | NHL          | 77                              | 42                              | 40                              | 82                              | 10                              | 6                               | 2                               | 7                               | 9                               | 2                               |                                 |
| 1997–98      | St. Louis Blues       | NHL          | 66                              | 27                              | 45                              | 72                              | 26                              | 10                              | 3                               | 3                               | 6                               | 2                               |                                 |
| 1998–99      | Dallas Stars          | NHL          | 60                              | 32                              | 26                              | 58                              | 30                              | 22                              | 8                               | 7                               | 15                              | 4                               |                                 |
| 1999–00      | Dallas Stars          | NHL          | 79                              | 24                              | 35                              | 59                              | 43                              | 23                              | 11                              | 13                              | 24                              | 4                               |                                 |
| 2000–01      | Dallas Stars          | NHL          | 79                              | 39                              | 40                              | 79                              | 18                              | 10                              | 2                               | 5                               | 7                               | 6                               |                                 |
| 2001–02      | Detroit Red Wings     | NHL          | 82                              | 30                              | 33                              | 63                              | 35                              | 23                              | 10                              | 8                               | 18                              | 4                               |                                 |
| 2002–03      | Detroit Red Wings     | NHL          | 82                              | 37                              | 39                              | 76                              | 22                              | 4                               | 0                               | 1                               | 1                               | 0                               |                                 |
| 2003–04      | Detroit Red Wings     | NHL          | 81                              | 25                              | 43                              | 68                              | 12                              | 12                              | 3                               | 2                               | 5                               | 4                               |                                 |
| 2004–05      | Nehrál                | —            | Během výluky v NHL nikde nehrál | Během výluky v NHL nikde nehrál | Během výluky v NHL nikde nehrál | Během výluky v NHL nikde nehrál | Během výluky v NHL nikde nehrál | Během výluky v NHL nikde nehrál | Během výluky v NHL nikde nehrál | Během výluky v NHL nikde nehrál | Během výluky v NHL nikde nehrál | Během výluky v NHL nikde nehrál | Během výluky v NHL nikde nehrál |
| 2005–06      | Phoenix Coyotes       | NHL          | 5                               | 0                               | 1                               | 1                               | 0                               | —                               | —                               | —                               | —                               | —                               |                                 |
| Celkem v NHL | Celkem v NHL          | Celkem v NHL | 1269                            | 741                             | 650                             | 1391                            | 458                             | 202                             | 103                             | 87                              | 190                             | 73                              |                                 |

### Reprezentační statistiky
| 1986                   | USA                    | MS                     | 10 | 7  | 4  | 11 | 18 |
| 1991                   | USA                    | KP                     | 8  | 2  | 7  | 9  | 0  |
| 1996                   | USA                    | SP                     | 7  | 7  | 4  | 11 | 4  |
| 1998                   | USA                    | OH                     | 4  | 2  | 1  | 3  | 0  |
| 2002                   | USA                    | OH                     | 6  | 3  | 5  | 8  | 6  |
| 2004                   | USA                    | SP                     | 2  | 0  | 0  | 0  | 2  |
| Seniorská reprezentace | Seniorská reprezentace | Seniorská reprezentace | 37 | 21 | 21 | 42 | 30 |